# الاسترداد (إنجلترا)
عصر استرداد الملكية الإنجليزية بدأ في 1660 عندما استرد تشارلز الثاني الممالك الإنجليزية، والاستكلندية، والأيرلندية بعد فترة خلو العرش التي تلت حروب الثلاث ممالك. بدأ عصر الاسترداد وعودة ملكية ستيوارت لممالك إنجلترا واسكتلندا وأيرلندا عام 1660 عندما عاد الملك تشارلز الثاني من منفاه في أوروبا. عُرفت الفترة السابقة للمحمية والحروب الأهلية باسم فترة خلو العرش 1649-1660.
يستخدم مصطلح الاسترداد أيضًا من أجل وصف الفترة التي تلت لعدة سنوات، والتي حدث فيها توصل إلى تسوية سياسية جديدة. يُستخدم المصطلح غالبًا من أجل وصف عهد تشارلز الثاني بالكامل (1660-1685) بالإضافة للحكم المختصر لأخيه الأصغر جيمس الثاني (1685-1688). يمكن استخدام المصطلح في سياقات معينة أخرى من أجل وصف الفترة الكاملة للملوك الذين تلوا ستيوارت بعد وفاة الملكة آن وانضمام جورج الأول من عائلة هانوفر في 1714. على سبيل المثال، تحتوي كوميديا الاسترداد على أعمال مكتوبة حتى وقت يتلو فترة 1710.

## الدولة تحت الحماية
بعد أن تنازل اللورد عن السلطة في مجلس النواب ضمن الفترة ما بين عامي 1658 و1658، سيطر تشارلز فليتوود وجون لامبرت على الحكومة لمدة عام كامل. في 20 أكتوبر 1659، سار جورج مونك -حاكم اسكتلندا أثناء فترة قيادة كرومويلز- جنوبًا مع جيشه من اسكتلندا من أجل معارضة فليتوود ولامبرت. بدأ جيش لامبرت بهجره، وعاد إلى لندن برفقة بضع رجال فقط بينما سار مونك إلى لندن. استدعوا أعضاء المشيخية المستبعدين من تطهير برايد عام 1648، وفي 24 ديسمبر أعاد الجيش إحداث البرلمان الطويل. حُرم فليتوود من قيادته وأُمر بالمثول أمام البرلمان من أجل الرد على سلوكاته. أُرسل لامبرت إلى برج لندن في 3 مارس 1660 ولكنه هرب منه بعد شهر. حاول إحياء الحرب الأهلية في الكومنولث عن طريق إصدار إعلانات يدعو فيها جميع مؤيدي «السبب الجيد القديم» إلى التجمع في ساحة إيدهيل، ولكن العقيد ريتشارد إنغولدسبي -المتهم بالمشاركة في مقتل تشارلز الأول الذي كان يأمل بالحصول على العفو عن طريق تسليم لامبرت إلى النظام الجديد- قبض عليه. سُجن لامبرت وتوفي في الحجز في غيرنسي عام 1694. وعفي عن إنغولدسبي بالفعل. لم تكن عملية الاسترداد هي ما قصده جورج مونك مهندس عملية الاسترداد ظاهريًا، إذ عرف بالفعل ما الذي قصده عبر كلمات كلارندون الساخرة «كانت العملية بأكملها فوق طاقته بشكل كبير، وهذا مجد بما فيه الكفاية بالنسبة له: ذكرى دوره الفعال في تحقيق هذه الأشياء التي لم يمتلك الحكمة للتنبؤ بها، ولا الشجاعة في المحاولة».

## استرداد تشارلز الثاني
أصدر تشارلز الثاني إعلان بريدا في 4 أبريل 1660 والذي قدم فيه العديد من الوعود فيما يتعلق باسترداد حكم إنجلترا. نظّم مونك البرلمان الذي اجتمع لأول مرة في 25 أبريل. وأعلن في 8 مايو أن الملك تشارلز الثاني هو الملك الشرعي منذ إعدام تشارلز الأول في 30 يناير 1649. «دستوريًا، بدا الأمر مثلما لو أن آخر 19 عامًا لم تحدث قط». عاد تشارلز من المنفى، غادر لاهاي في 23 مايو وهبط في دوفر في 25 مايو. ودخل لندن في 29 مايو 1660، في عيد ميلاده الثلاثين. من أجل الاحتفال بعودة صاحب الجلالة إلى برلمانه، أصبح يوم 29 مايو عطلة رسمية، وعُرف باسم يوم أوك أبل. توج في دير وستمنستر في 23 أبريل 1661.
وصف بعض المعاصرين عملية الاسترداد بأنها «معجزة إلهية». فُسر الخلاص المفاجئ وغير المتوقع من الفوضى السياسية على أنه استرداد للنظام الطبيعي والإلهي. انعقد البرلمان لأول مرة في 8 مايو 1661، واستمر لمدة يزيد عن 17 عامًا، وحُل أخيرًا في 24 يناير 1679. مثل سلفه، انتُخب بأغلبية ساحقة. ومن المعروف أيضًا باسم برلمان المعاشات التقاعدية بسبب العديد من المعاشات التي منحت لأتباع الملك.
كان إدوارد هايد، الإيرل كلارندون الأول هو الشخصية السياسية البارزة في بداية عملية الاسترداد. كانت «مهارة وحكمة كلارندون» هي التي «جعلت الاسترداد غير مشروط».
عاد العديد من المنفيين الملكيين وكوفئوا. عاد الأمير روبرت من نهر الراين إلى خدمة إنجلترا، وأصبح عضوًا في مجلس الملكة الخاص، ومُنح مكافأة. عاد جورج غورينغ، الإيرل نورويتش الأول، من أجل قيادة الحرس الملكي وتلقى معاشًا تقاعديًا. عاد مارمادوك لانغديل وقدم «بارون لانغديل». عاد وليام كافنديش، ماركيز من نيوكاسل وكان قادرًا على استرداد جزء كبير من عقاراته. استثمر في عام 1666 مع فرسان الرباط (التي منحت له عام 1650)، ورُقي إلى رتبة دوق في 16 مارس 1665.[بحاجة لمصدر]

## إنجلترا وويلز

### قتل الكومنولث للملك والمتمردين
عفا قانون النسيان والتعويض الذي شُرّع في 29 أغسطس 1660 عن جميع الخيانات السابقة ضد التاج، لكنه استبعد المتورطين في محاكمة وإعدام تشارلز الأول على وجه التحديد. عاش 31 من أصل 59 مفوضًا (القضاة) الذين وقعوا مذكرة الإعدام في 1649. قُبض على قتلة الملك. هرب بعضهم ولكن عُثر على معظمهم وقدموا من أجل المحاكمة. هرب ثلاثة منهم إلى المستعمرات الأمريكية. نيو هيفن، كونيكتيكت، أُخفي إدوارد والي، وليام جوف وجون ديكسويل سرًا، وكُرموا بعد الاستقلال الأمريكي بصفتهم أجداد الثورة الأمريكية.
في المحاكمات التي تلت ذلك، حكم على 12 منهم بالإعدام. كان العاهل الخامس توماس هاريسون أول شخص أدين بارتكاب جريمة قتل والذي كان السابع عشر من بين الـ59 مفوضًا الموقعين على مذكرة الإعدام، وكانت أول عملية إعدام تُنَفَذ بطريقة «الشنق والسحب والإرباع» بسبب استمرار تمثيل الحكومة الجديدة تهديدًا حقيقيًا للنظام الذي أعيد تأسيسه. في أكتوبر 1660، في تشارنج كروس أو تيبرن في لندن، أُعدم عشرة أشخاص علنًا، وهم: توماس هاريسون، وجون جونز، وأدريان سكروب، وجون كارو، وتوماس سكوت، وغريغوري كليمنت، الذين وقعوا على مذكرة وفاة الملك. الداعية هيو بيترز. فرانسيس هاكر ودانييل أكتيل، اللذان قادا الحراس في محاكمة الملك وإعدامه. وجون كوك، المحامي الذي وجه الادعاء. أدين القضاة العشر الذين كانوا في اللجنة أيضًا لكنهم لم يوقعوا على مذكرة الإعدام.
حُكم على أوليفر كرومويل وهنري إيتون والقاضي توماس برايد والقاضي جون برادشو بعد وفاتهم بتهمة الخيانة العظمى. نظرًا لأن محكمة البرلمان هي أعلى محكمة في البلاد، فإن مشروع قانون الإنجاز هو إجراء تشريعي يُعلن أن الشخص مذنب بالخيانة أو الجناية، على عكس العملية القضائية المعتادة للمحاكمة والإدانة. في يناير 1661، استُخرجت جثث كرومويل وإيتون وبرادشو وأُعدموا باستخدام السلاسل في تيبورن.
في عام 1661، أُعيد جون أوكي -أحد المورّدين الذين وقعوا مذكرة وفاة تشارلز الأول- من هولندا إلى جانب مايلز كوربيت -صديق ومحامي كرومويل- وجون باركستيد -الشرطي السابق لبرج لندن- وسُجنوا جميعًا في البرج. ومن هناك، نُقلوا إلى تيبورن وشُنقوا في 19 أبريل 1662. وسُجن 19 منهم مدى الحياة.
لم يكن جون لامبرت في لندن أثناء محاكمة تشارلز الأول. وعند الاسترداد، أُدين بتهمة الخيانة العظمى وبقي في الحجز في غيرنسي لبقية حياته. خدم السير هنري فاني الأصغر في مجلس الدولة خلال الفترة الانتقالية على الرغم من رفضه تأدية اليمين التي أعربت عن استحسانها إعدام الملك. في الاسترداد، وبعد نقاشات كثيرة في البرلمان، أُعفي من قانون النسيان والتعويض. في عام 1662، حوكم بتهمة الخيانة العظمى، وأدين وقطع رأسه في تاور هيل في 14 يونيو 1662.